# Christian Wolfgang Herdtrich
Christian Wolfgang Herdtrich (nascido em Graz, Estíria, 25 de junho de 1625; falecido em 18 de julho de 1684) foi um Jesuíta austríaco, sinólogo, matemático e missionário na China.

## Vida
Pe. Herdtrich entrou na Província da Companhia de Jesus na Áustria em 27 de outubro de 1641. Em 1656, foi enviado em missão à China. Saiu de Portugal em sua viagem para a Ásia e teve, como companheiro de viagem, o Pe. Prospero Intorcetta, de quem se tornaria amigo e colaborador em traduções de textos clássicos chineses para o Latim. Ele trabalhou na ilha de Celebes por dois anos e, após 1660, esteve nas províncias chinesas de Shanxi e Henan. Em 1671, foi convidado a fazer parte da corte imperial em Pequim como um matemático e figurou entre o grupo dos eruditos Jesuítas abrigados e protegidos pelo Imperador Kangxi. Os últimos nove anos da sua vida foram passados como Superior da Missão de Kiang-tcheon na província de Shanxi. Sua boa reputação na corte evidencia-se no fato do próprio Imperador Kangxi ter escrito o seu epitáfio.

## Obras
Pe. Herdtrich desenvolveu um profundo conhecimento do idioma chinês e da sua literatura. Seu trabalho mais importante neste sentido foi colaborar na edição da obra: Confucius, Sinarium Philosophus, sive Scientia Sinensis latina exposito studio et operâ Properi Intorcetta, Christiani Herdtrich, Francisci Rougemont, Filipos Parelha, PP. Soc. Jesu" (Paris, 1687). Esta foi uma das primeiras e mais importantes traduções e apresentações dos escritos Confucionistas impressas na Europa no século XVII, introduzindo os seus ensinamentos aos eruditos europeus da época. Herdtrich também foi autor de um dicionário Chinês-Latim, provavelmente um dos primeiros de seu tipo. Além disso, fez parte da equipe de revisores de Sinarum Scientia Politico-Moralis, uma tradução para o Latim de Zhongyong (中庸), "A Doutrina do Meio", elaborada pelo Pe. Prospero Intorcetta, e impressa entre 1667 e 1669.

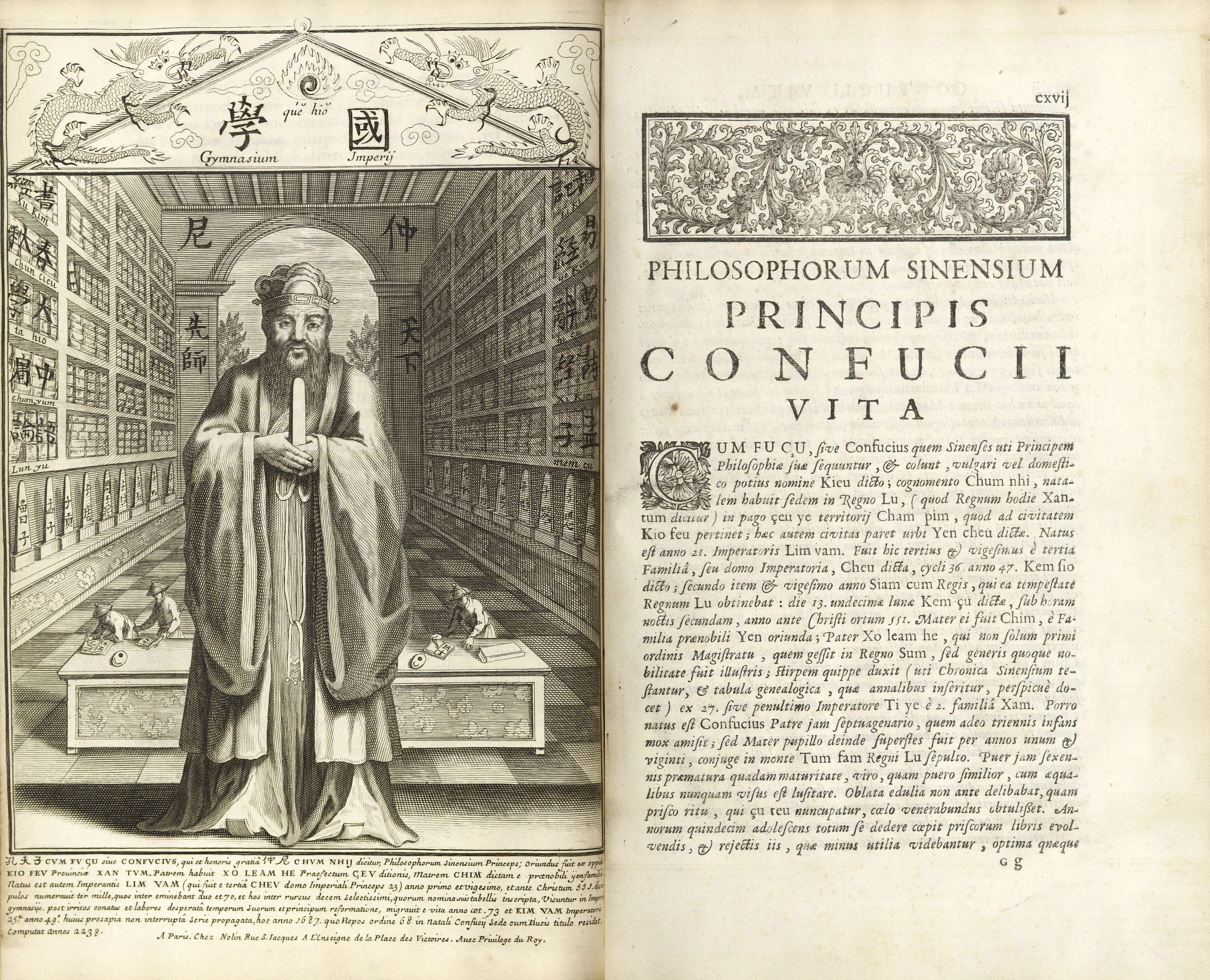
Confucius Sinarum Philosophus ("Confúcio, Filósofo Chinês"), produzido por uma equipe de Jesuítas, dentre os quais o Pe. Herdtrich, liderados por Philippe Couplet.